# Otuyo

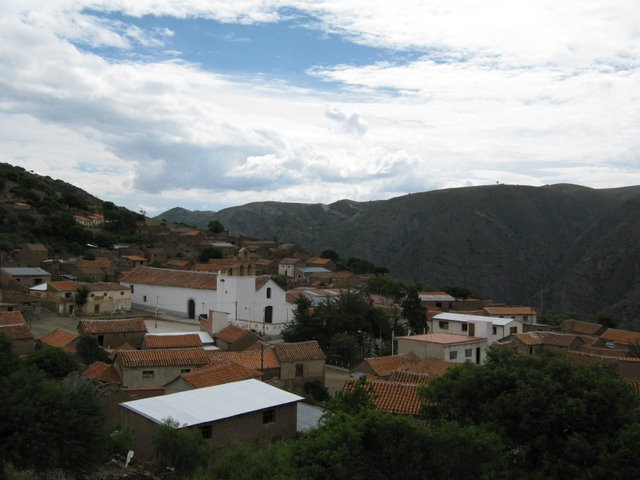
Otuyo

Otuyo é uma localidade da Bolívia localizada na província de Cornelio Saavedra, departamento de Potosí. De acordo com o censo realizado em 2001, a cidade possuía 222  habitantes. 